# Bệnh viện Zuid-Afrikaans
Bệnh viện Zuid-Afrikaans (tiếng Afrikaans: Het Zuid-Afrikaans Hospitaal en Diakonessenhuis) là một bệnh viện tư nhân, phi lợi nhuận ở Muckleneuk, Pretoria, Cộng hòa Nam Phi. Bệnh viện sử dụng cả tiếng Anh và tiếng Afrikaans.

## Giải thưởng
Bệnh viện Zuid-Afrikaans đã được bình chọn là một trong 20 bệnh viện hàng đầu ở Nam Phi bởi Discovery Health trong cuộc khảo sát bệnh viện hàng năm của họ vào các năm 2017, 2016 và 2014.